# Processo de emancipação de municípios em São Paulo (1948–1963)
Esta é a relação dos processos de emancipação e criação de municípios no estado de São Paulo que tramitaram na Comissão de Estatística da Assembleia Legislativa de São Paulo no ano de 1948 e na Comissão de Divisão Administrativa e Judiciária da Assembleia Legislativa de São Paulo nos anos de 1953, 1958 e 1963. Durante esse período foram criados no estado 266 novos municípios.
| Proc.   | Pedido de Emancipação                                     | Resultado                                               |
| ------- | --------------------------------------------------------- | ------------------------------------------------------- |
| /48     | Adamantina (Lucélia)                                      | criado o município                                      |
| /48     | Aguapeí do Alto (Lucélia)                                 | criado o município com o nome de Flórida Paulista       |
| /48     | Águas de Ibirá (Ibirá)                                    | arquivado                                               |
| /48     | Alfredo Marcondes (Álvares Machado)                       | criado o município                                      |
| /48     | Algodoal (Andradina)                                      | arquivado                                               |
| /48     | Alto Alegre (Penápolis)                                   | arquivado                                               |
| /48     | Alto Pimenta (Valparaíso)                                 | criado o município com o nome de Bento de Abreu         |
| /48     | Álvaro de Carvalho (Garça)                                | criado o município                                      |
| /48     | Amandaba (Mirandópolis)                                   | arquivado                                               |
| /48     | Amarílis (Lutécia)                                        | criado o município com o nome de Oscar Bressane         |
| /48     | Américo de Campos (Tanabi)                                | criado o município                                      |
| /48     | Anhembi (Pirambóia)                                       | nova sede do município                                  |
| /48     | Artur Nogueira (Mogi Mirim)                               | criado o município                                      |
| /48     | Barueri (Santana de Parnaíba)                             | criado o município                                      |
| /48     | Bela Vista (Votuporanga)                                  | arquivado                                               |
| /48     | Buquira (São José dos Campos)                             | criado o município com o nome de Monteiro Lobato        |
| /48     | Buritama (Monte Aprazível)                                | criado o município                                      |
| /48     | Cardoso (Votuporanga)                                     | criado o município                                      |
| /48     | Castilho (Andradina)                                      | arquivado                                               |
| /48     | Cerquilho (Tietê)                                         | criado o município                                      |
| /48     | Cidade Paulicéia (Lucélia)                                | criado o município com o nome de Paulicéia              |
| /48     | Conchal (Mogi Mirim)                                      | criado o município                                      |
| /48     | Cordeirópolis (Limeira)                                   | criado o município                                      |
| /48     | Corumbataí (Rio Claro)                                    | criado o município                                      |
| /48     | Cosmorama (Tanabi)                                        | criado o município                                      |
| /48     | Cubatão (Santos)                                          | criado o município                                      |
| /48     | Dracena (Lucélia)                                         | criado o município                                      |
| /48     | Estrela d'Oeste (02º Subdistrito - Fernandópolis)         | criado o município                                      |
| /48     | Ferraz de Vasconcelos (02º Subdistrito - Mogi das Cruzes) | arquivado                                               |
| /48     | Floreal (Nhandeara)                                       | arquivado                                               |
| /48     | Gracianópolis (Lucélia)                                   | criado o município com o nome de Tupi Paulista          |
| /48     | Guaimbé (Getulina)                                        | arquivado                                               |
| /48     | Guapiaçu (São José do Rio Preto)                          | arquivado                                               |
| /48     | Guapiara (Capão Bonito)                                   | criado o município                                      |
| /48     | Guaraçaí (Andradina)                                      | criado o município                                      |
| /48     | Guaraniúva (Lucélia)                                      | criado o município com o nome de Pacaembú               |
| /48     | Ibiti (Amparo)                                            | criado o município com o nome de Monte Alegre do Sul    |
| /48     | Igapira (Votuporanga)                                     | criado o município com o nome de Álvares Florence       |
| /48     | Indiana (Regente Feijó)                                   | criado o município                                      |
| /48     | Inhema (Cafelândia)                                       | criado o município com o nome de Júlio Mesquita         |
| /48     | Ipuã (São Joaquim da Barra)                               | criado o município                                      |
| /48     | Iracemápolis (Limeira)                                    | arquivado                                               |
| /48     | Itariri (Itanhaém)                                        | criado o município                                      |
| /48     | Itirapuã (Patrocínio do Sapucaí)                          | criado o município                                      |
| /48     | Jaborandi (Colina)                                        | criado o município                                      |
| /48     | Jacilândia (Votuporanga)                                  | criado o município com o nome de Valentim Gentil        |
| /48     | Jales (Fernandópolis)                                     | criado o município                                      |
| /48     | Jarinú (Atibaia)                                          | criado o município                                      |
| /48     | João Ramalho (Quatá)                                      | arquivado                                               |
| /48     | Junqueirópolis (Lucélia)                                  | criado o município                                      |
| /48     | Juquiá (Miracatu)                                         | criado o município                                      |
| /48     | Lagoinha (São Luís do Paraitinga)                         | arquivado                                               |
| /48     | Lupércio (Garça)                                          | arquivado                                               |
| /48     | Macaubal (Monte Aprazível)                                | criado o município                                      |
| /48     | Macucos (Getulina)                                        | arquivado                                               |
| /48     | Magda (Nhandeara)                                         | arquivado                                               |
| /48     | Mairinque (São Roque)                                     | arquivado                                               |
| /48     | Mendonça (Nova Aliança)                                   | arquivado                                               |
| /48     | Metrópole (Lucélia)                                       | arquivado                                               |
| /48     | Morungaba (Itatiba)                                       | arquivado                                               |
| /48     | Nuretama (Ibirarema)                                      | criado o município com o nome de Campos Novos Paulista  |
| /48     | Osasco (14º Subdistrito - São Paulo)                      | arquivado                                               |
| /48     | Panorama (Lucélia)                                        | arquivado                                               |
| /48     | Pedro de Toledo (Miracatu)                                | criado o município                                      |
| /48     | Perus (São Paulo)                                         | arquivado                                               |
| /48     | Pinheiros (Lavrinhas)                                     | arquivado                                               |
| /48     | Piquerobi (Santo Anastácio)                               | criado o município                                      |
| /48     | Pirajaí (Piratininga)                                     | criado o município com o nome de Cabrália Paulista      |
| /48     | Pirapozinho (Presidente Prudente)                         | criado o município                                      |
| /48     | Planalto (Monte Aprazível)                                | criado o município                                      |
| /48     | Poá (Mogi das Cruzes)                                     | criado o município                                      |
| /48     | Pongaí (Pirajuí)                                          | criado o município                                      |
| /48     | Posse da Ressaca (Mogi Mirim)                             | arquivado                                               |
| /48     | Presidente Epitácio (Presidente Venceslau)                | criado o município                                      |
| /48     | Reginópolis (Pirajuí)                                     | criado o município                                      |
| /48     | Ribeirão Pires (Santo André)                              | arquivado                                               |
| /48     | Rifaina (Pedregulho)                                      | criado o município                                      |
| /48     | Rincão (Araraquara)                                       | criado o município                                      |
| /48     | Rocinha (Jundiaí)                                         | criado o município com o nome de Vinhedo                |
| /48     | Rubiácea (Guararapes)                                     | criado o município                                      |
| /48     | Sabino (Lins)                                             | arquivado                                               |
| /48     | Salto de Pirapora (Sorocaba)                              | arquivado                                               |
| /48     | Santa Gertrudes (Rio Claro)                               | criado o município                                      |
| /48     | Santo Amaro (30º Subdistrito - São Paulo)                 | arquivado                                               |
| /48     | São Caetano (02º Subdistrito - Santo André)               | criado o município com o nome de São Caetano do Sul     |
| /48     | São João de Itaguassú (Urupês)                            | arquivado                                               |
| /48     | São José da Bela Vista (Franca)                           | criado o município                                      |
| /48     | Sapecado (São José do Rio Pardo)                          | arquivado                                               |
| /48     | Serrana (Cravinhos)                                       | criado o município                                      |
| /48     | Simões (Cafelândia)                                       | arquivado                                               |
| /48     | Soturna (Iacanga)                                         | criado o município com o nome de Arealva                |
| /48     | Suzano (Mogi das Cruzes)                                  | criado o município                                      |
| /48     | Taiúva (Jaboticabal)                                      | criado o município                                      |
| /48     | Termas de São Pedro (São Pedro)                           | criado o município com o nome de Águas de São Pedro     |
| /48     | Terra Roxa (Viradouro)                                    | criado o município                                      |
| /48     | Timburi (Pirajú)                                          | criado o município                                      |
| /48     | Ubirajara (São Pedro do Turvo)                            | criado o município                                      |
| 826/53  | Clementina (Coroados)                                     | criado o município                                      |
| 830/53  | Posse da Ressaca (Mogi Mirim)                             | criado o município com o nome de Santo Antônio de Posse |
| 831/53  | Monte Castelo (Gracianópolis)                             | criado o município                                      |
| 1023/53 | Piacatu (Bilac)                                           | criado o município                                      |
| 1024/53 | Castilho (Andradina)                                      | criado o município                                      |
| 1027/53 | São João do Pau d'Alho (Gracianópolis)                    | arquivado                                               |
| 1090/53 | Populina (Estrela d'Oeste)                                | arquivado                                               |
| 1215/53 | Sapecado (São José do Rio Pardo)                          | criado o município com o nome de Divinolândia           |
| 1339/53 | Santa Cruz da Conceição (Pirassununga)                    | criado o município                                      |
| 1341/53 | Ribeirão Vermelho do Sul (Itaporanga)                     | criado o município                                      |
| 1342/53 | Buritizal (Igarapava)                                     | criado o município                                      |
| 1551/53 | Balbinos (Pirajuí)                                        | criado o município                                      |
| 1556/53 | Paraíso (Pirangi)                                         | criado o município                                      |
| 1562/53 | Poloni (Monte Aprazível)                                  | criado o município                                      |
| 1574/53 | Sabino (Lins)                                             | criado o município                                      |
| 1575/53 | São Miguel Paulista (São Paulo)                           | arquivado                                               |
| 1581/53 | Alto Alegre (Penápolis)                                   | criado o município                                      |
| 1686/53 | Platina (Palmital)                                        | criado o município                                      |
| 1689/53 | Florínea (Assis)                                          | criado o município, cancelado judicialmente             |
| 1690/53 | Mirante do Paranapanema (Santo Anastácio)                 | criado o município                                      |
| 1818/53 | Nova Europa (Tabatinga)                                   | criado o município                                      |
| 1819/53 | Valinhos (Campinas)                                       | criado o município                                      |
| 1820/53 | Anhumas (Presidente Prudente)                             | criado o município                                      |
| 1821/53 | Uru (Pirajuí)                                             | criado o município                                      |
| 1822/53 | Brioso (Nhandeara)                                        | criado o município com o nome de Gastão Vidigal         |
| 1823/53 | Santa Mercedes (Paulicéia)                                | criado o município                                      |
| 1824/53 | Charqueada (Piracicaba)                                   | criado o município                                      |
| 1825/53 | Lupércio (Garça)                                          | criado o município                                      |
| 1826/53 | Braúna (Glicério)                                         | criado o município                                      |
| 1851/53 | Veadnho do Porto (Paulo de Faria)                         | criado o município com o nome de Riolândia              |
| 1853/53 | Pariquera-Açu (Jacupiranga)                               | criado o município                                      |
| 1854/53 | Jaguariúna (Mogi Mirim)                                   | criado o município                                      |
| 1917/53 | Indiaporã (Fernandópolis)                                 | criado o município                                      |
| 1918/53 | Itajú (Bariri)                                            | criado o município                                      |
| 1919/53 | Caiabu (Regente Feijó)                                    | criado o município                                      |
| 1921/53 | Taciba (Regente Feijó)                                    | criado o município                                      |
| 1928/53 | Itapema (Guarujá)                                         | arquivado                                               |
| 1929/53 | Osasco (14º Subdistrito - São Paulo)                      | arquivado                                               |
| 1930/53 | Itaquera (São Paulo)                                      | arquivado                                               |
| 1969/53 | Areia Dourada (Presidente Venceslau)                      | criado o município com o nome de Marabá Paulista        |
| 2014/53 | Gralha (Duartina)                                         | criado o município com o nome de Lucianópolis           |
| 2015/53 | Nipoã (Monte Aprazível)                                   | criado o município                                      |
| 2017/53 | Mauá (Santo André)                                        | criado o município                                      |
| 2022/53 | Magda (Nhandeara)                                         | criado o município                                      |
| 2023/53 | Bálsamo (Mirassol)                                        | criado o município                                      |
| 2024/53 | Irapuru (Pacaembu)                                        | criado o município                                      |
| 2165/53 | Igaratá (Santa Isabel)                                    | criado o município                                      |
| 2169/53 | Taiaçu (Jaboticabal)                                      | criado o município                                      |
| 2175/53 | Santa Fé do Sul (Jales)                                   | criado o município                                      |
| 2179/53 | Sumaré (Campinas)                                         | criado o município                                      |
| 2212/53 | Flora Rica (Pacaembu)                                     | criado o município                                      |
| 2225/53 | Mendonça (Nova Aliança)                                   | arquivado                                               |
| 2226/53 | Luís Antônio (São Simão)                                  | arquivado                                               |
| 2227/53 | Lagoinha (São Luís do Paraitinga)                         | criado o município                                      |
| 2229/53 | Pradínia (Pirajuí)                                        | arquivado                                               |
| 2230/53 | Guaimbé (Getulina)                                        | criado o município                                      |
| 2236/53 | Itaquaquecetuba (Mogi das Cruzes)                         | criado o município                                      |
| 2310/53 | Icém (Guaraci)                                            | criado o município                                      |
| 2315/53 | Ferraz de Vasconcelos (Poá)                               | criado o município                                      |
| 2327/53 | Guaianazes (São Paulo)                                    | arquivado                                               |
| 2332/53 | Pinhalzinho (Bragança Paulista)                           | arquivado                                               |
| 2338/53 | Iracemápolis (Limeira)                                    | criado o município                                      |
| 2339/53 | Guapiaçu (São José do Rio Preto)                          | criado o município                                      |
| 2342/53 | Barrinha (Sertãozinho)                                    | criado o município                                      |
| 2351/53 | Rafard (Capivari)                                         | arquivado                                               |
| 2352/53 | Guaiçara (Lins)                                           | criado o município                                      |
| 2353/53 | Severínia (Olímpia)                                       | criado o município                                      |
| 2355/53 | Santo Antônio do Jardim (Pinhal)                          | criado o município                                      |
| 2361/53 | Ribeirão Pires (Santo André)                              | criado o município                                      |
| 2365/53 | Auriflama (General Salgado)                               | criado o município                                      |
| 2368/53 | Salto de Pirapora (Sorocaba)                              | criado o município                                      |
| 2369/53 | Tapiraí (Piedade)                                         | arquivado                                               |
| 2443/53 | Panorama (Paulicéia)                                      | criado o município                                      |
| 2450/53 | Solemar (São Vicente)                                     | arquivado                                               |
| 2452/53 | Caiuá (Presidente Venceslau)                              | criado o município                                      |
| 2455/53 | Ibirapuera (Lucélia)                                      | arquivado                                               |
| 2457/53 | Algodoal (Andradina)                                      | criado o município com o nome de Murutinga do Sul       |
| 2459/53 | Santo Amaro (30º Subdistrito - São Paulo)                 | arquivado                                               |
| 2461/53 | Igaraçu (02º Subdistrito - Barra Bonita)                  | criado o município com o nome de Igaraçu do Tietê       |
| 2532/53 | Três Fronteiras (Jales)                                   | arquivado                                               |
| 2577/53 | Mariápolis (Adamantina)                                   | criado o município                                      |
| 2578/53 | Embu-Guaçu (Itapecerica da Serra)                         | arquivado                                               |
| 2589/53 | Ouro Verde (Dracena)                                      | criado o município                                      |
| 2592/53 | Termas de Lindóia (Lindóia)                               | nova sede do município com o nome de Águas de Lindóia   |
| 2615/53 | Meridiano (Fernandópolis)                                 | arquivado                                               |
| 2622/53 | Ibaté (São Carlos)                                        | criado o município                                      |
| 2638/53 | Pedra Bela (Bragança Paulista)                            | arquivado                                               |
| 2702/53 | Guapuã (Franca)                                           | arquivado                                               |
| 9064/57 | Santo Amaro (30º Subdistrito - São Paulo)                 | arquivado                                               |
| 9075/57 | Santa Albertina (Jales)                                   | criado o município                                      |
| 9076/57 | Palmeira d'Oeste (Jales)                                  | criado o município                                      |
| 609/58  | Ocauçu (Marília)                                          | criado o município                                      |
| 638/58  | Cássia dos Coqueiros (Cajuru)                             | criado o município                                      |
| 643/58  | Nova Guataporanga (Tupi Paulista)                         | criado o município                                      |
| 905/58  | Urânia (Jales)                                            | criado o município                                      |
| 906/58  | Pradópolis (Guariba)                                      | criado o município                                      |
| 908/58  | Gabriel Monteiro (Bilac)                                  | criado o município                                      |
| 909/58  | Tapiraí (Piedade)                                         | criado o município                                      |
| 912/58  | São Miguel Paulista (São Paulo)                           | arquivado                                               |
| 999/58  | Caieiras (Franco da Rocha)                                | criado o município                                      |
| 1003/58 | Mairinque (São Roque)                                     | criado o município                                      |
| 1004/58 | Roseira (Aparecida)                                       | criado o município, cancelado judicialmente             |
| 1118/58 | Restinga (Franca)                                         | arquivado                                               |
| 1119/58 | Cesário Lange (Tatuí)                                     | criado o município                                      |
| 1144/58 | Itaquera (São Paulo)                                      | arquivado                                               |
| 1214/58 | Santópolis do Aguapeí (Clementina)                        | criado o município                                      |
| 1215/58 | Arujá (Santa Isabel)                                      | criado o município                                      |
| 1248/58 | Santo Expedito (Alfredo Marcondes)                        | criado o município                                      |
| 1294/58 | Guaianazes (São Paulo)                                    | arquivado                                               |
| 1350/58 | Utinga (02º Subdistrito - Santo André)                    | arquivado                                               |
| 1357/58 | Areiópolis (São Manuel)                                   | criado o município                                      |
| 1358/58 | Osasco (14º Subdistrito - São Paulo)                      | criado o município                                      |
| 1399/58 | Turiúba (Buritama)                                        | criado o município                                      |
| 1558/58 | Sete Barras (Registro)                                    | criado o município                                      |
| 1559/58 | Populina (Estrela d'Oeste)                                | criado o município                                      |
| 1694/58 | Diadema (São Bernardo do Campo)                           | criado o município                                      |
| 1755/58 | Jaci (Mirassol)                                           | criado o município                                      |
| 1758/58 | São João do Pau d'Alho (Tupi Paulista)                    | criado o município                                      |
| 1797/58 | Guapuã (Franca)                                           | criado o município com o nome de Cristais Paulista      |
| 1799/58 | Adolfo (Nova Aliança)                                     | criado o município                                      |
| 1800/58 | Catiguá (Catanduva)                                       | criado o município                                      |
| 1803/58 | João Ramalho (Quatá)                                      | criado o município                                      |
| 1810/58 | Vista Alegre do Alto (Monte Alto)                         | criado o município                                      |
| 1835/58 | Salmourão (Osvaldo Cruz)                                  | criado o município                                      |
| 1836/58 | Iacri (Tupã)                                              | criado o município                                      |
| 1847/58 | Itapevi (Cotia)                                           | criado o município                                      |
| 1882/58 | Dolcinópolis (Jales)                                      | criado o município                                      |
| 1884/58 | Altair (Olímpia)                                          | criado o município                                      |
| 1898/58 | Itobi (Casa Branca)                                       | criado o município                                      |
| 1932/58 | Mirassolândia (Mirassol)                                  | criado o município                                      |
| 1933/58 | Arco-Íris (Tupã)                                          | arquivado                                               |
| 1996/58 | Três Fronteiras (Santa Fé do Sul)                         | criado o município                                      |
| 2001/58 | Bertioga (Santos)                                         | arquivado                                               |
| 2003/58 | Sarutaiá (Pirajú)                                         | criado o município                                      |
| 2011/58 | Luiziânia (Braúna)                                        | criado o município                                      |
| 2046/58 | Peruíbe (Itanhaém)                                        | criado o município                                      |
| 2049/58 | Cândido Rodrigues (Taquaritinga)                          | criado o município                                      |
| 2050/58 | Alvinlândia (Garça)                                       | criado o município                                      |
| 2065/58 | Jeriquara (Franca)                                        | arquivado                                               |
| 2067/58 | Barbosa (Avanhandava)                                     | criado o município                                      |
| 2071/58 | Taguaí (Fartura)                                          | criado o município                                      |
| 2072/58 | Luís Antônio (São Simão)                                  | criado o município                                      |
| 2078/58 | Sandovalina (Presidente Bernardes)                        | criado o município                                      |
| 2137/58 | Mongaguá (Itanhaém)                                       | criado o município                                      |
| 2138/58 | Arabela (Ouro Verde)                                      | arquivado                                               |
| 2139/58 | Tarabai (Pirapozinho)                                     | criado o município, cancelado judicialmente             |
| 2141/58 | Nova Odessa (Americana)                                   | criado o município                                      |
| 2182/58 | Rafard (Capivari)                                         | criado o município, cancelado judicialmente             |
| 2183/58 | Floreal (Nhandeara)                                       | criado o município                                      |
| 2185/58 | Sales (Novo Horizonte)                                    | criado o município                                      |
| 2193/58 | Santa Maria da Serra (São Pedro)                          | criado o município                                      |
| 2208/58 | Borboleta (São José do Rio Preto)                         | criado o município com o nome de Bady Bassitt           |
| 2208/58 | Queiroz (Pompéia)                                         | arquivado                                               |
| 2224/58 | Pirapora do Bom Jesus (Santana de Parnaíba)               | criado o município                                      |
| 2286/58 | Taboão da Serra (Itapecerica da Serra)                    | criado o município                                      |
| 2288/58 | Bom Jesus dos Perdões (Nazaré Paulista)                   | criado o município                                      |
| 2301/58 | Pedranópolis (Fernandópolis)                              | arquivado                                               |
| 2305/58 | Embu (Itapecerica da Serra)                               | criado o município                                      |
| 2312/58 | Perus (São Paulo)                                         | arquivado                                               |
| 2326/58 | Mendonça (Nova Aliança)                                   | criado o município                                      |
| 2327/58 | Meridiano (Fernandópolis)                                 | criado o município                                      |
| 2373/58 | Vicente de Carvalho (Guarujá)                             | arquivado                                               |
| 2377/58 | Boracéia (Itapuí)                                         | criado o município                                      |
| 2378/58 | Sagres (Osvaldo Cruz)                                     | criado o município                                      |
| 2380/58 | Sud Mennucci (Pereira Barreto)                            | criado o município                                      |
| 2384/58 | Iubatinga (Caiabu)                                        | arquivado                                               |
| 2393/58 | Ibirapuera (Lucélia)                                      | criado o município com o nome de Inúbia Paulista        |
| 2396/58 | Santa Lúcia (Araraquara)                                  | criado o município                                      |
| 2402/58 | Cuiabá Paulista (Mirante do Paranapanema)                 | arquivado                                               |
| 2404/58 | Pardinho (Botucatú)                                       | criado o município                                      |
| 2406/58 | Arandu (Avaré)                                            | arquivado                                               |
| 2481/58 | Cajamar (Santana de Parnaíba)                             | criado o município                                      |
| 2562/58 | Colômbia (Barretos)                                       | criado o município                                      |
| 2570/58 | Guarani d'Oeste (Fernandópolis)                           | criado o município                                      |
| 2807/58 | Santo Antônio do Pinhal (São Bento do Sapucaí)            | criado o município                                      |
| 5015/62 | Barra do Turvo (Iporanga)                                 | criado o município                                      |
| 1039/63 | Guaianazes (São Paulo)                                    | arquivado                                               |
| 1320/63 | Juquitiba (Itapecerica da Serra)                          | criado o município                                      |
| 1557/63 | Coronel Macedo (Itaporanga)                               | criado o município                                      |
| 1758/63 | Embu-Guaçu (Itapecerica da Serra)                         | criado o município                                      |
| 1759/63 | Louveira (Vinhedo)                                        | criado o município                                      |
| 1760/63 | Aparecida d'Oeste (Pereira Barreto)                       | criado o município                                      |
| 1842/63 | Votorantim (Sorocaba)                                     | criado o município                                      |
| 1928/63 | Iperó (Boituva)                                           | criado o município                                      |
| 1932/63 | Ibitiúva (Pitangueiras)                                   | arquivado                                               |
| 2174/63 | Dobrada (Matão)                                           | criado o município                                      |
| 2175/63 | Pinhalzinho (Bragança Paulista)                           | criado o município                                      |
| 2177/63 | Mombuca (Capivari)                                        | criado o município                                      |
| 2187/63 | Capela do Alto (Araçoiaba da Serra)                       | criado o município                                      |
| 2302/63 | Santa Rita d'Oeste (Santa Fé do Sul)                      | criado o município                                      |
| 2435/63 | Igaçaba (Pedregulho)                                      | arquivado                                               |
| 2436/63 | Restinga (Franca)                                         | criado o município                                      |
| 2437/63 | Jeriquara (Franca)                                        | criado o município                                      |
| 2438/63 | Utinga (02º Subdistrito - Santo André)                    | arquivado                                               |
| 2441/63 | Ribeirão Corrente (Franca)                                | criado o município                                      |
| 2442/63 | Teçaindá (Martinópolis)                                   | arquivado                                               |
| 2444/63 | Narandiba (Pirapozinho)                                   | criado o município                                      |
| 2445/63 | Américo Brasiliense (Araraquara)                          | criado o município                                      |
| 2447/63 | Sebastianópolis do Sul (Monte Aprazível)                  | criado o município                                      |
| 2537/63 | Pirituba (31º Subdistrito - São Paulo)                    | arquivado                                               |
| 2538/63 | São Miguel Paulista (São Paulo)                           | arquivado                                               |
| 2539/63 | Perus (São Paulo)                                         | arquivado                                               |
| 2540/63 | Tarabaí (Pirapozinho)                                     | criado o município                                      |
| 2541/63 | Florínea (Assis)                                          | criado o município                                      |
| 2646/63 | Ermelino Matarazzo (São Paulo)                            | arquivado                                               |
| 2649/63 | Guzolândia (Auriflama)                                    | criado o município                                      |
| 2652/63 | Santana da Ponte Pensa (Santa Fé do Sul)                  | criado o município                                      |
| 2655/63 | Macedônia (Fernandópolis)                                 | criado o município                                      |
| 2656/63 | São João das Duas Pontes (Estrela d'Oeste)                | criado o município                                      |
| 2657/63 | Pedranópolis (Fernandópolis)                              | criado o município                                      |
| 2658/63 | Gardênia (Rancharia)                                      | arquivado                                               |
| 2659/63 | Estrela do Norte (Pirapozinho)                            | criado o município                                      |
| 2660/63 | Major Prado (Araçatuba)                                   | arquivado                                               |
| 2909/63 | Monções (Macaubal)                                        | criado o município                                      |
| 2911/63 | Teodoro Sampaio (Marabá Paulista)                         | criado o município                                      |
| 2917/63 | Borá (Paraguaçu Paulista)                                 | criado o município                                      |
| 2926/63 | Turmalina (Estrela d'Oeste)                               | criado o município                                      |
| 2929/63 | Boqueirão (02º Subdistrito - São Vicente)                 | criado o município com o nome de Praia Grande           |
| 3170/63 | Arandu (Avaré)                                            | criado o município                                      |
| 3174/63 | Itupeva (Jundiaí)                                         | criado o município                                      |
| 3179/63 | Rubinéia (Santa Fé do Sul)                                | criado o município                                      |
| 3180/63 | Paranapuã (Dolcinópolis)                                  | criado o município                                      |
| 3181/63 | Onda Verde (Nova Granada)                                 | criado o município                                      |
| 3184/63 | Santa Clara d'Oeste (Santa Fé do Sul)                     | criado o município                                      |
| 3187/63 | Carapicuíba (Barueri)                                     | criado o município                                      |
| 3188/63 | Itapura (Pereira Barreto)                                 | criado o município                                      |
| 3189/63 | Marinópolis (Pereira Barreto)                             | criado o município                                      |
| 3191/63 | Paulínia (Campinas)                                       | criado o município                                      |
| 3195/63 | Palmares Paulista (Ariranha)                              | criado o município                                      |
| 3196/63 | Biritiba Mirim (Mogi das Cruzes)                          | criado o município                                      |
| 3199/63 | Roseira (Aparecida)                                       | criado o município                                      |
| 3201/63 | Brás Cubas (Mogi das Cruzes)                              | criado o município, cancelado judicialmente             |
| 3203/63 | Jurupema (Taquaritinga)                                   | criado o município, vetado pelo governador              |
| 3216/63 | Junqueira (Monte Aprazível)                               | criado o município, vetado pelo governador              |
| 3387/63 | Campo Limpo (Jundiaí)                                     | criado o município                                      |
| 3393/63 | Ribeirão dos Pintos (Salto Grande)                        | criado o município com o nome de Ribeirão do Sul        |
| 3394/63 | Cruzália (Maracaí)                                        | criado o município                                      |
| 3395/63 | Pontes Gestal (Américo de Campos)                         | criado o município                                      |
| 3396/63 | Orindiúva (Paulo de Faria)                                | criado o município                                      |
| 3399/63 | Mira Estrela (Cardoso)                                    | criado o município                                      |
| 3400/63 | Aramina (Igarapava)                                       | criado o município                                      |
| 3402/63 | Guatapará (Ribeirão Preto)                                | arquivado                                               |
| 3404/63 | Jandira (Cotia)                                           | criado o município                                      |
| 3406/63 | Parelheiros (São Paulo)                                   | arquivado                                               |
| 3563/63 | Taiaçupeba (Mogi das Cruzes)                              | arquivado                                               |
| 3565/63 | Santo Amaro (29º Subdistrito - São Paulo)                 | arquivado                                               |
| 3566/63 | Queiroz (Pompéia)                                         | criado o município                                      |
| 3567/63 | Bonfim Paulista (Ribeirão Preto)                          | arquivado                                               |
| 3573/63 | Barão de Antonina (Itaporanga)                            | criado o município                                      |
| 3574/63 | Lindóia (Águas de Lindóia)                                | criado o município                                      |
| 3578/63 | Paranapiacaba (Santo André)                               | arquivado                                               |
| 3580/63 | Capela do Socorro (32º Subdistrito - São Paulo)           | arquivado                                               |
| 3582/63 | Sabaúna (Mogi das Cruzes)                                 | arquivado                                               |
| 3590/63 | Rafard (Capivari)                                         | criado o município                                      |
| 3593/63 | Tucuruvi (22º Subdistrito - São Paulo)                    | arquivado                                               |
| 3611/63 | Francisco Morato (Franco da Rocha)                        | criado o município                                      |
| 3719/63 | Ouroeste (Guarani d'Oeste)                                | arquivado                                               |
| 3720/63 | Engenheiro Balduíno (Monte Aprazível)                     | arquivado                                               |
| 3730/63 | Santa Ernestina (Taquaritinga)                            | criado o município                                      |
| 3734/63 | Itaquera (São Paulo)                                      | arquivado                                               |
| 3737/63 | Santelmo (Pederneiras)                                    | arquivado                                               |
| 3741/63 | Ipeúna (Rio Claro)                                        | criado o município                                      |
| 3746/63 | Morungaba (Itatiba)                                       | criado o município                                      |
| 3747/63 | Vargem (Bragança Paulista)                                | criado o município, cancelado judicialmente             |
| 4132/63 | Bertioga (Santos)                                         | arquivado                                               |
| 4483/63 | Nova Independência (Andradina)                            | criado o município                                      |
| 4605/63 | Campinal (Presidente Epitácio)                            | arquivado                                               |
| 4659/63 | Nova Luzitânia (Gastão Vidigal)                           | criado o município                                      |
| 4942/63 | Tejupá (Pirajú)                                           | criado o município                                      |
| 5096/63 | São Francisco (Jales)                                     | criado o município                                      |
| 5102/63 | Dumont (Ribeirão Preto)                                   | criado o município                                      |
| 5241/63 | Guaianás (Pederneiras)                                    | arquivado                                               |
| 5243/63 | Engenheiro Schmidt (São José do Rio Preto)                | arquivado                                               |
| 5244/63 | União (Monte Aprazível)                                   | criado o município com o nome de União Paulista         |
| 5245/63 | Nova Itapirema (Nova Aliança)                             | arquivado                                               |
| 5246/63 | Várzea Paulista (Jundiaí)                                 | criado o município                                      |
| 5250/63 | Jacirendi (Santa Rita do Passa Quatro)                    | arquivado                                               |
| 5861/63 | Icatuaçu (Ribeirão Pires)                                 | criado o município com o nome de Rio Grande da Serra    |
| 6550/63 | Pedra Bela (Bragança Paulista)                            | criado o município                                      |

## Tramitação dos processos
1948
Os processos de emancipação que tiveram plebiscitos realizados no ano de 1948 e com resultados favoráveis deram origem ao Projeto de Lei n° 691/48, resultando na Lei nº 233 de 24 de dezembro de 1948 que criou 64 municípios que foram instalados no ano de 1949, passando o estado de São Paulo, que possuía 305 municípios até 1948, a possuir 369 municípios.
1953
Os processos de emancipação que tiveram plebiscitos realizados no ano de 1953 e com resultados favoráveis deram origem ao Projeto de Lei n° 1.536/53, resultando na Lei nº 2.456 de 30 de dezembro de 1953 que criou 66 municípios que foram instalados no ano de 1954, passando o estado de São Paulo a possuir 435 municípios.
1958
Os processos de emancipação que tiveram plebiscitos realizados no ano de 1958 e com resultados favoráveis deram origem ao Projeto de Lei n° 2.052/58, resultando na Lei nº 5.285 de 18 de fevereiro de 1959 que criou 70 municípios, sendo que 3 foram cancelados judicialmente (Rafard, Roseira e Tarabai) e 67 foram instalados no ano de 1960, passando o estado de São Paulo a possuir 502 municípios. Em 1961 o município de Florínea volta a condição de distrito por decisão judicial, passando o estado de São Paulo a possuir 501 municípios.
1963
Os processos de emancipação que tiveram plebiscitos realizados no ano de 1963 e com resultados favoráveis deram origem ao Projeto de Lei n° 3.423/63, que originalmente criava 74 municípios mas 2 deles foram vetados pelo governador (Junqueira e Jurupema), resultando na Lei nº 8.092 de 28 de fevereiro de 1964, lei esta que continua sendo a legislação base da divisão territorial administrativa do estado até os dias de hoje e que criou 72 municípios que foram instalados no ano de 1965, passando o estado de São Paulo a possuir 573 municípios. Em 1970 os municípios de Brás Cubas e Vargem voltaram a condição de distrito por decisão judicial, passando o estado de São Paulo a possuir 571 municípios, permanecendo com esse número até o ano de 1982.